# Sarasaeschna speciosa
Sarasaeschna speciosa – gatunek ważki z rodziny żagnicowatych (Aeshnidae).